# 米列罗什 (马亚)
米列罗什是葡萄牙波尔图区的一个堂区。总面积3.42平方公里，总人口4237人，人口密度1238.9人/平方公里。